# Fraccionamiento los Ángeles, Sinaloa
Fraccionamiento los Ángeles är en ort i Mexiko.   Den ligger i kommunen Mazatlán och delstaten Sinaloa, i den centrala delen av landet, 800 km nordväst om huvudstaden Mexico City. Fraccionamiento los Ángeles ligger 8 meter över havet och antalet invånare är 6 282.
Terrängen runt Fraccionamiento los Ángeles är platt. Havet är nära Fraccionamiento los Ángeles åt sydväst. Runt Fraccionamiento los Ángeles är det ganska tätbefolkat, med 139 invånare per kvadratkilometer. Närmaste större samhälle är Mazatlán, 9,2 km nordväst om Fraccionamiento los Ángeles. Omgivningarna runt Fraccionamiento los Ángeles är en mosaik av jordbruksmark och naturlig växtlighet.